# Neacomys spinosus
Neacomys spinosus är en däggdjursart som först beskrevs av Thomas 1882.  Neacomys spinosus ingår i släktet borstrisråttor, och familjen hamsterartade gnagare. IUCN kategoriserar arten globalt som livskraftig. Inga underarter finns listade i Catalogue of Life.
Arten når en kroppslängd (huvud och bål) av 75 till 105 mm. Den har en lika lång eller lite längre svans. Neacomys spinosus kännetecknas av taggiga hår i den rödaktiga till mörkbruna pälsen på ovansidan. Undersidan är täckt av ljusare päls. Typiska är även de stora fötterna.
Arten förekommer i nordvästra Sydamerika öster om Anderna i Colombia, Ecuador, Peru, Bolivia och Brasilien. Habitatet utgörs av gränsregionen mellan skogar och öppna landskap i låglandet och i låga delar av bergstrakter. Individerna är aktiva på natten och äter frön, frukter samt några insekter. Honor föder 2 till 4 ungar per kull.
Troligtvis finns inga fasta parningstider. Dräktiga honor registrerades under regntiden och under den torra perioden. Ungarna blir efter en till två år könsmogna men de flesta faller tidigare offer för rovlevande djur.